# Кандия, Альберто
Альберто Канди́я (исп. Alberto Candía; 1918 или 1919 — 18 апреля 1948) — деятель студенческого, рабочего и коммунистического движения Парагвая.

## Биография
Изучал право в Национальном университете Асунсьона, принимал участие в прогрессивном студенческом движении в конце 1930-х — начале 1940-х годов. В 1937 году вступил в ряды Парагвайской коммунистической партии (ПКП) по приглашению Альфонсо Герры, с которым они создавали профсоюз рабочих и служащих Асунсьонской портовой концессионной корпорации.
Вступив в ПКП, пользовался большим авторитетом в рабочем движении. Возглавил профсоюз портовых рабочих; в 1939 году представлял его на учредительном съезде Парагвайской конфедерации трудящихся. Участвовал во всеобщей забастовке 1941 года, за что был сослан диктатурой Ихинио Мориниго Мартинеса на остров Пенья-Эрмоса, расположенный на реке Парагвай. Оттуда в октябре 1941 года Кандии удалось сбежать в Аргентину.
В 1945 году Кандия тайно вернулся в Парагвай, чтобы занять ряд руководящих постов в Парагвайской коммунистической партии (ПКП). В дни «Демократической весны» июня 1946 года подготовил возвращение изгнанных коммунистов, таких как Оскар Крейдт. Во время гражданской войны 1947 года, когда коммунисты, фебреристы и либералы вели борьбу против консервативного правительства, Кандия занял пост генерального секретаря ЦК ПКП, поскольку Аугусто Каньете находился в Консепсьоне, организовывая там революционные силы.
В 1948 году был арестован полицией, подвергнут зверским пыткам, и умер в тюрьме от полученных избиений.